# Igor Astarloa
Igor Astarloa Askasibar (nacido el 29 de marzo de 1976 en Ermua (Vizcaya), es un exciclista español, profesional desde 2000 a 2009.
En 2003 fue su gran año como ciclista profesional. Se proclamó campeón del mundo de ciclismo de fondo en carretera, además de ganar la Clásica belga Flecha Valona, convirtiéndose el primer ciclista español en ganarla. Un año antes, 2002, ganó el Brixia Tour, carrera que tampoco había sido ganada por un español.
Se caracterizaba por la facilidad con la que superaba la media montaña y por su velocidad en esprines de grupos reducidos. Siguiendo la estela de Óscar Freire, y junto a Alejandro Valverde y Juan Antonio Flecha fue uno de los representantes más importantes del ciclismo español en las clásicas.
Fue un buen exponente de la prolífica cantera ciclista vasca, coincidiendo con otros ciclistas de la tierra como Olano, Glez. de Galdeano, Laiseka, Etxebarria, Horrillo, Mayo, Zubeldia o Astarloza.
El 16 de enero de 2010 se le realiza un homenaje en su localidad natal indicando su pronta despedida del campo profesional.

## Biografía

### Debut profesional
Tuvo que irse a Italia para buscarse un sitio en el profesionalismo. Se convirtió en ciclista profesional en 2000 con el equipo Mercatone Uno de Marco Pantani. En su segunda temporada, ganó en su tierra la Klasika Primavera. 
Después de la desaparición del equipo transalpino, en 2002, fichó por el Saeco.

### 2003: campeón del mundo
2003 fue su mejor año. En abril ganó la prestigiosa clásica belga Flecha Valona, en lo que suponía su mayor éxito hasta ese momento. 
Meses después, llegaría su gran éxito como ciclista profesional: el 12 de octubre se proclamó campeón del mundo en los Mundiales celebrados en Hamilton (Canadá), ganando la medalla de oro y el premio de portar el Maillot Arco-Iris durante un año.
El triunfo de Astarloa estuvo rodeado de dos polémicas en los días posteriores:
Astarloa acusó al italiano Paolo Bettini de haber querido amañar el resultado ofreciéndole dinero a cambio de que le ayudara a ganar el Mundial. Días después Astarloa retiró sus palabras, asegurando que había malentendido las palabras de Bettini durante la carrera, y que ambos eran buenos amigos que incluso habían compartido vacaciones en el Caribe.

### Estancamiento
Revalorizado como vigente campeón del mundo, para 2004 fichó por el Cofidis. En las filas de la formación francesa fue cuarto en la Tirreno-Adriático y sexto en la Milán-Sanremo, aunque en mitad de la temporada cambió al Lampre después de que el patrocinador retirara al equipo de la competición por el Caso Cofidis. En esta temporada en la que portó el maillot arcoíris no logró ninguna victoria, aunque participó en la prueba de fondo en carretera de los Juegos Olímpicos de 2004 celebrados en Atenas, no llegando a finalizar la prueba olímpica.
Para 2005 fichó por el Barloworld. Este equipo británico no fue elegido para participar en el UCI ProTour (competición iniciada ese año y que agrupaba a los veinte mejores equipos del mundo), por lo que Astarloa quedó sin opciones de participar en gran parte de las pruebas más importantes del calendario ciclista; su mejor momento de la temporada fue una victoria de etapa en la modesta Vuelta a Burgos. A pesar de ello, y merced al alto sueldo que le ofrecía el equipo ante la posibilidad de contar con un ciclista que había sido campeón del mundo, permaneció otra temporada más allí, ganando así en 2006 la Milán-Turín.

### Sospechas de dopaje anuladas por sentencia final
Para 2007 fichó por el Team Milram (equipo de categoría UCI ProTeam), en lo que suponía su regreso al ciclismo de primer nivel. Sin embargo, durante la disputa del Giro de Italia fue apartado y posteriormente despedido del equipo tras haber dado unos valores anómalos (aunque no fueron calificados de positivo) en un control antidopaje interno.
Para 2009 fichó por el modesto Amica Chips-Knauf (continuador del Nippo-Endeka). El 17 de junio la UCI publicó que Astarloa era uno de los cinco ciclistas que había presentado valores anómalos en el análisis del pasaporte biológico (un proyecto antidopaje que desde enero de 2008 recoge múltiples valores fisiológicos de los ciclistas a lo largo del año para detectar posibles casos de dopaje). Aunque no se trata de una situación de dopaje confirmado, la UCI (que anunció la apertura de un expediente disciplinario contra estos ciclistas) pidió a los equipos de los implicados con responsabilidad para impedir que sean alineados en futuras carreras. El equipo no suspendió a Astarloa.
La unión ciclista internacional formuló demanda de reclamación de cantidad. La demanda se basaba en la sanción, de fecha 26/11/2010 impuesta por el Comité Nacional de competición y disciplina deportiva de la real federación española de ciclismo.
El procedimiento se siguió ante la upad de 1.ª Instancia N.º 3 de Durango, se dictó sentencia, de fecha 29/10/2013, en la que se condenaba a pagar a la Unión Ciclista Internacional  la cantidad solicitada por ésta, así como las costas judiciales.
Formulado recurso de apelación, su enjuiciamiento correspondió a la sección sexta de la audiencia provincial de Vizcaya. La audiencia provincial dictó sentencia el 03/03/2014 en la que, con estimación de recurso, absolvió a Astarloa de todos los pedimientos contra él formulados por la Unión Ciclista Internacional.

### Giro 2015, otra forma de vivir el ciclismo
Hoy en día contratado por la RCS (entidad organizadora del Giro) es el encargado de pilotar la moto al frente de las motos-enlace del Giro. 

## Palmarés
| 2001 - Klasika Primavera 2002 - Brixia Tour, más 1 etapa 2003 - Flecha Valona - 1 etapa de la Vuelta a Valencia - Campeonato del Mundo en Ruta | 2004 - 1 etapa del Brixia Tour 2005 - 1 etapa de la Vuelta a Burgos 2006 - Milán-Turín |

## Equipos
- Mercatone Uno (2000-2001)
- Saeco (2002-2003)
- Cofidis (2004)
- Lampre (2004)
- Team Barloworld-Valsir (2005-2006)
- Team Milram (2007-2008)
- Amica Chips-Knauf (2009)